# Laphyctis orichalcea
Laphyctis orichalcea (лат.) — вид ктырей рода Laphyctis из подсемейства Laphriinae. Афротропика.

## Распространение и экология
Афротропика. Известен из четырёх местностей в Намибии. Редко собираемый вид в течение ограниченного периода времени с последним случаем сбора в 1990 году. Встречается в январе и феврале. Не найден ни в одной из горячих точек биоразнообразия. О биологии ничего не известно, и хотя данные о местообитании не приводятся, снимки Google Earth указывают на сухие русла рек, где встречаются кустарники и/или небольшие деревья.

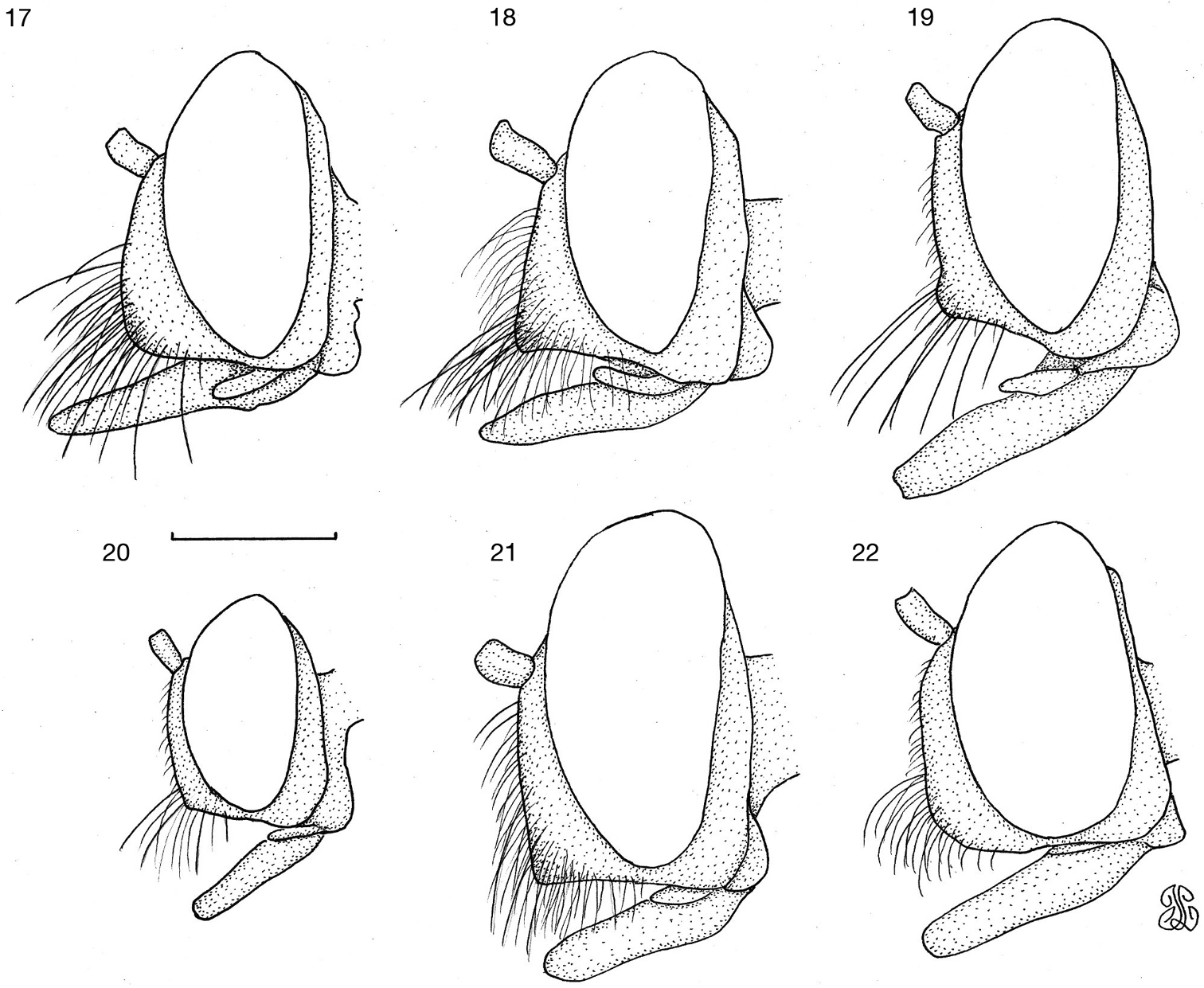
21 — L. orichalcea, голова
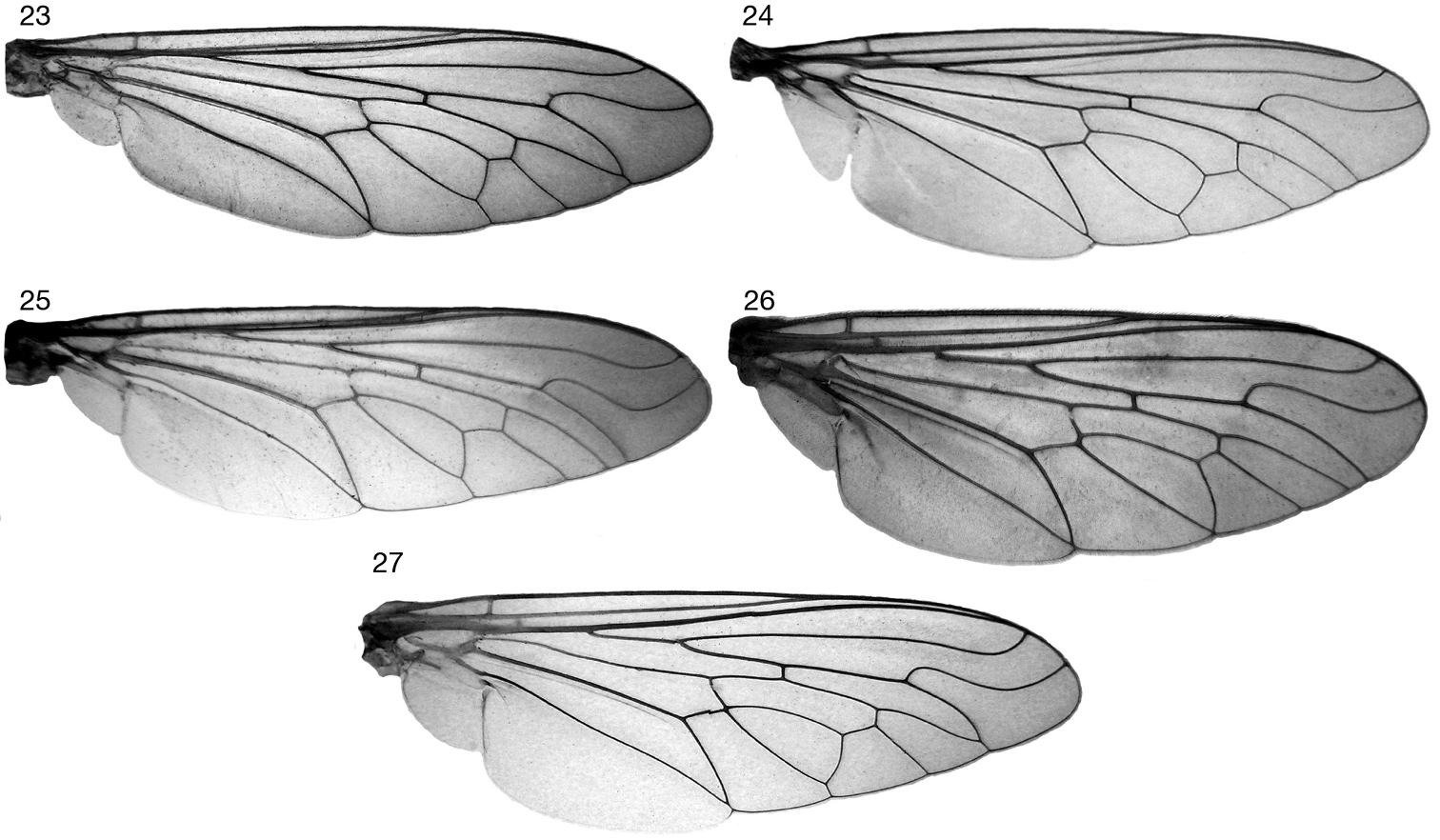
27 — L. orichalcea, крыло

## Описание
Мухи среднего размера (около 1 см). Голова тёмно-красно-коричневая до чёрной, но цвет маскируется сильным золотисто-серебристым блеском опушения, блестящие белые и бледно-жёлтые волоски. Антенны в основном тёмно-красно-коричневые, с тонким серебристым опушением, особенно скапус. Вентрально скапус сильно опушен бледно-жёлтыми волосками. Торакс тёмно-красно-коричневый до чёрного, опушение равномерное золотисто-серебристое и серебристо-золотистое, есть оранжевые, бледно-жёлтые и мелкие белые волоски. Брюшко красно-коричневое до оранжевого, есть полностью бледно-желтые макрощетинки, макросеты жёлтые, серебристо-золотистые пруинозные. Тергиты (T1—6 хорошо развиты и хорошо видны, остальные редуцированы и скрыты от глаз ниже T6) красно-коричневые до оранжевых, полностью жёлтые макрощетинки, серебристо-золотистое пруинозное покрытие. T1—5 с бледно-жёлтыми дискальными макрощетинками. Стерниты коричневые, есть тонкие бледно-жёлтые макросеты, серебристо-золотистые пруинозные. Стилус усика без длинных волосков; постпедицель значительно длиннее, чем скапус и педицель вместе взятые; скапус менее чем в два раза длиннее педицеля; мистакс включает крупные макрощетинки, в основном ограниченные вентральным краем лица; лоб примерно одинаковой ширины на уровне места прикрепления усиков и вершины или только слегка расходящийся. Простернум груди сросся с проэпистернумом; грудные макрощетинки хорошо развиты. Передние голени без шиповидных отростков; пулвиллы хорошо развиты.